# Polityczne Zebranie
Polityczne Zebranie (ros. Политическое совещание) – polityczny organ wykonawczy Białych przy Armii Północno-Zachodniej w 1919.
Polityczne Zebranie zostało powołane 24 maja 1919 r. w Helsinkach z inicjatywy gen. Nikołaja N. Judenicza, dowodzącego Armią Północno-Zachodnią. W jego skład weszli gen. N. N. Judenicz jako przewodniczący, Anton W. Kartaszow (wiceprzewodniczący odpowiedzialny za sprawy wewnętrzne), Władimir D. Kuźmin-Karawajew (sprawiedliwość i propaganda), Stiepan G. Lianozow (sprawy gospodarcze, społeczne i finansowe), gen. Piotr K. Kondzerowski i gen. Michaił N. Suworow (sprawy wojskowe). Faktycznie pełniło ono ograniczoną rolę, gdyż „prawdziwą” władzę o charakterze dyktatorskim pełnił gen. N. N. Judenicz.
Polityczne Zebranie nawiązało kontakt z Rosyjskim Politycznym Zebraniem w Paryżu oraz adm. Aleksandrem W. Kołczakiem, który 10 czerwca tego roku mianował gen. N. N. Judenicza głównodowodzącym wojskami Białych na północnym zachodzie Rosji. Jednym z głównych zadań Politycznego Zebrania stały się pertraktacje z Finlandią, Estonią i innymi krajami w regionie w celu wspólnej walki z bolszewizmem. Utrzymywało ono też ścisłe kontakty z konspiracyjnymi organizacjami antybolszewickimi w Piotrogrodzie.
W wyniku niepowodzenia ofensywy Armii Północno-Zachodniej na Piotrogród w lipcu 1919, Brytyjczycy podjęli decyzję o zmianie dotychczasowego organu politycznego przy gen. N. N. Judeniczu na bardziej „demokratyczny”. 11 sierpnia większość członków Politycznego Zebrania przybyła do brytyjskiego konsulatu w Rewlu. Znaleźli się tam również inni politycy rosyjscy. Utworzono spośród nich Rząd Północno-Zachodni.